# Franz Tilley
Franz Tilley (Brussel, 18 augustus 1872 - Elsene, 29 juli 1929) was een Belgische architect-landmeter die in hoofdzaak woningen bouwde voor de Brusselse middenklasse.

## Biografie
Franz Tilley volgde zijn opleiding aan de Koninklijke Academie voor Schone Kunsten van Brussel.
Na zijn vorming werkte Tilley, als 19-jarige jongeman, samen met zijn mentor, Ernest Delune. Met deze architect bouwde hij tussen 1891 en 1893 in en rond Brussel een aantal woningen in eclectische, neoclassicistische of nog, in neo-Vlaamse renaissancestijl. Nadien ontwierp hij ook huizen in art nouveau of combineerde hij de eclectische stijl met art nouveau. In 1909 bouwde hij aan het voormalige Leopoldplein te Knokke het Grand hôtel du Zoute, dat geopend werd op 10 juli 1910. Hij ontwierp in West-Vlaanderen ook een aantal villa's in cottagestijl.
Na de Eerste Wereldoorlog werd Tilley ingeschakeld bij de wederopbouw. hij was onder meer actief in Nieuwkerke. Hij leverde de plannen voor twee gemeentescholen (inclusief aanpalende directeurswoningen), een gemeentehuis, een tehuis voor ouderlingen. Hij herbouwde of herstelde diverse hoeven.
In de zomer van 1929 (vermoedelijk op maandag 22 juli) stak Tilley de middenbaan van de Brusselse Louizalaan over en werd er aangereden door een tram. Hij werd zwaar gewond afgevoerd naar het plaatselijke Sint-Janshospitaal. Enkele dagen later, op maandag 29 juli, overleed hij.
Tilley was getrouwd met Rachel Cock. Uit dit huwelijk werd hun dochter Hélène geboren. Vanaf 1902 bewoonde het gezin een door Tilley ontworpen huis met art-nouveaukenmerken te Elsene, in de Vilain XIIII-straat nummer 7. 

## Werken(Selectie)

### Art nouveau

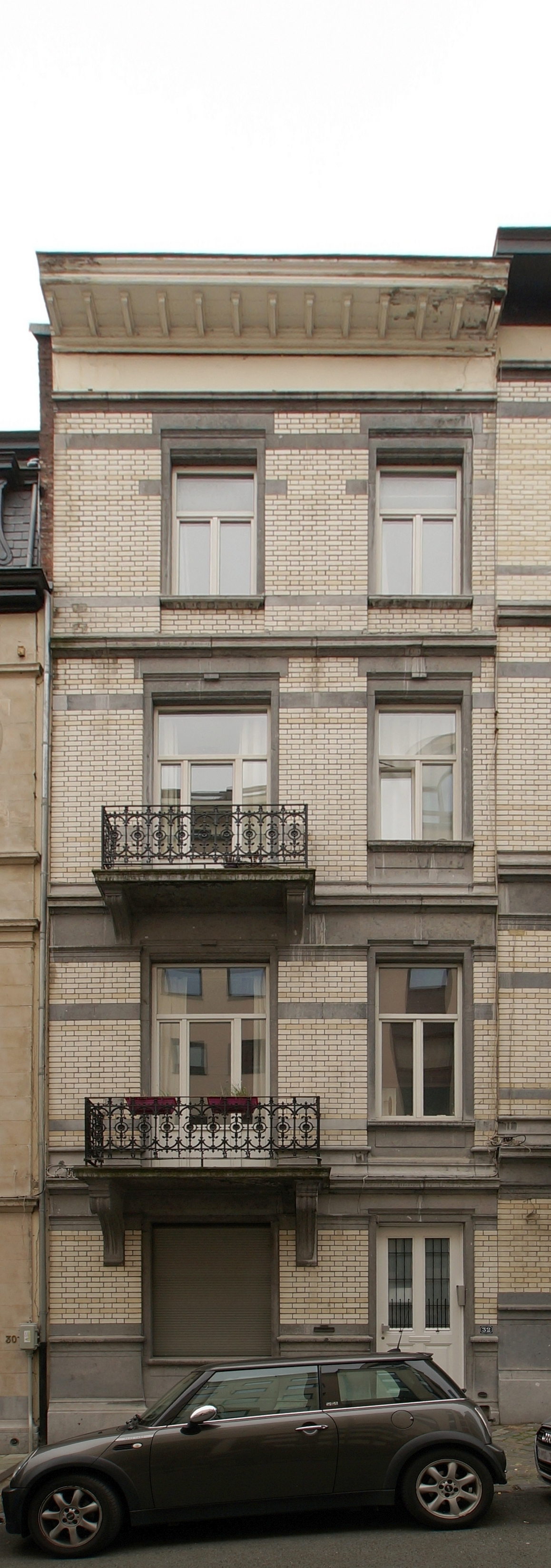
Elsene, Meerstraat 32. Eclectisme (1902).

- 1901: Jakob Jordaensstraat 24, Brussel. Burgershuis.
- 1902: Huis Watteyne, Kroonlaan 206, Elsene (geometrische art nouveau) (wijzigingen aan de gevel in 1929). Beschermd erfgoed.
- 1903: Jourdanstraat 153-155 (eclectische stijl met art-nouveau-invloed). Op de gevel gesigneerd door Tilley.
- 1906: Molièrelaan 169, Vorst. Burgershuis. Op de gevel gesigneerd: "Tilley archte".
- 1907: Franklinstraat 76-80, Brussel (opbrengsthuis met drie verdiepingen, gelijkvloerse verdieping voor handelszaak) (geïnspireerd door geometrische art nouveau).
- 1910: Grand hôtel du Zoute, Knokke.
- Renbaanlaan 56, Elsene.

### Eclectische stijl
- 1891: Bronstraat 91-93, Sint-Gillis. Twee burgerhuizen met neo-Vlaamse renaissance-invloed (gebouwd onder leiding van Ernest Delune). Beide huizen zijn in de gevel gesigneerd door Ernest Delune.
- 1893: Dalstraat 17, Elsene. Kleine woning.
- 1893: Aquaductstraat 21, Sint-Gillis. Burgerwoning met neo-classicistische invloed (Tilley in samenwerking met Ernest Delune).
- 1893: Aquaductstraat 42, Sint-Gillis. Woning met neo-classicistische invloed (Tilley in samenwerking met Ernest Delune).
- 1893: Aquaductstraat 48, Sint-Gillis. Woning. (Tilley in samenwerking met Ernest Delune) (Gesloopt).
- 1901 & 1902: Kroonlaan 208 & 210, Elsene. Woningen.
- 1902: Eigen woning van Franz Tilley. Vilain XIIII-straat 7, Elsene. Met elementen in art nouveau.
- 1902-1903: Meerstraat 32 & 34, Brussel. Burgerhuizen.
- 1903: Vilain XIIII-straat 27, Elsene. Herenhuis.
- 1903: Adolphe Buyllaan 25, Elsene.
- 1904: Afrikastraat 42, Sint-Gillis (in 1929 verbouwd door architect Philibert).

Een aantal gebouwen deel uitmakende van Tilley's oeuvre werd te Brussel in de loop der jaren gesloopt: sommige huizen in de Acquaductstraat, de Belle-Vuestraat en de Meerstraat.

### Villa's

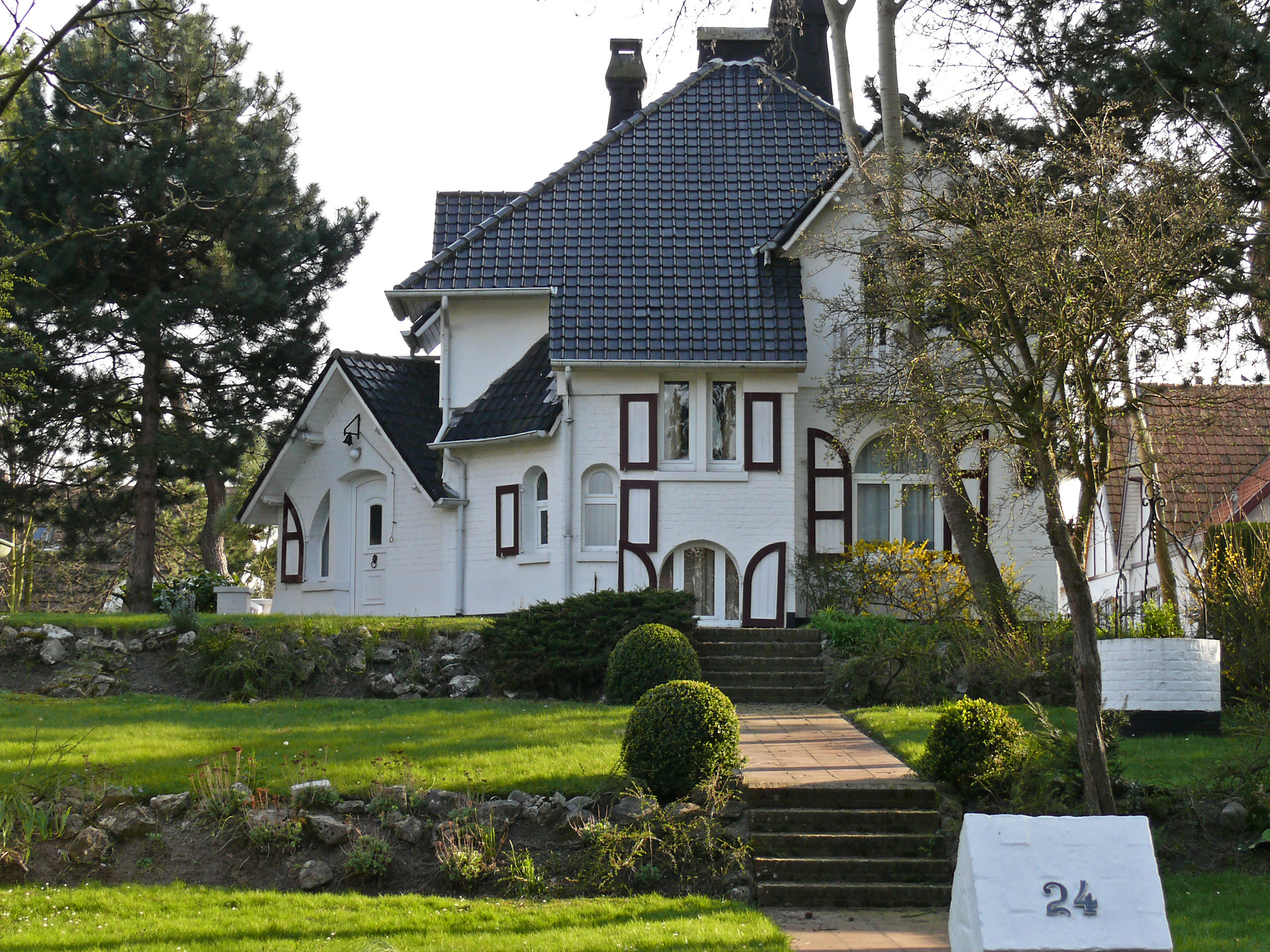
Villa Chanty Val, Knokke (1909).

- 1905: Groenendaalsesteenweg 125, Hoeilaart. Villa La Clairière.
- 1909: Helmweg 24, Knokke. Villa Chanty Val (Duimkotje).
- 1909: Britspad 19, Knokke. Villa Mon Nid (in opdracht van de "Compagnie Immobilière du Zoute").
- 1910: Fochlaan 15, Knokke. Villa Colac (in opdracht van de "Compagnie Immobilière du Zoute").
- 1913: Helmweg 26, Knokke. Villa  in cottagestijl, gelegen op een hellend vlak (in opdracht van de "Compagnie Immobilière du Zoute").

## Illustraties

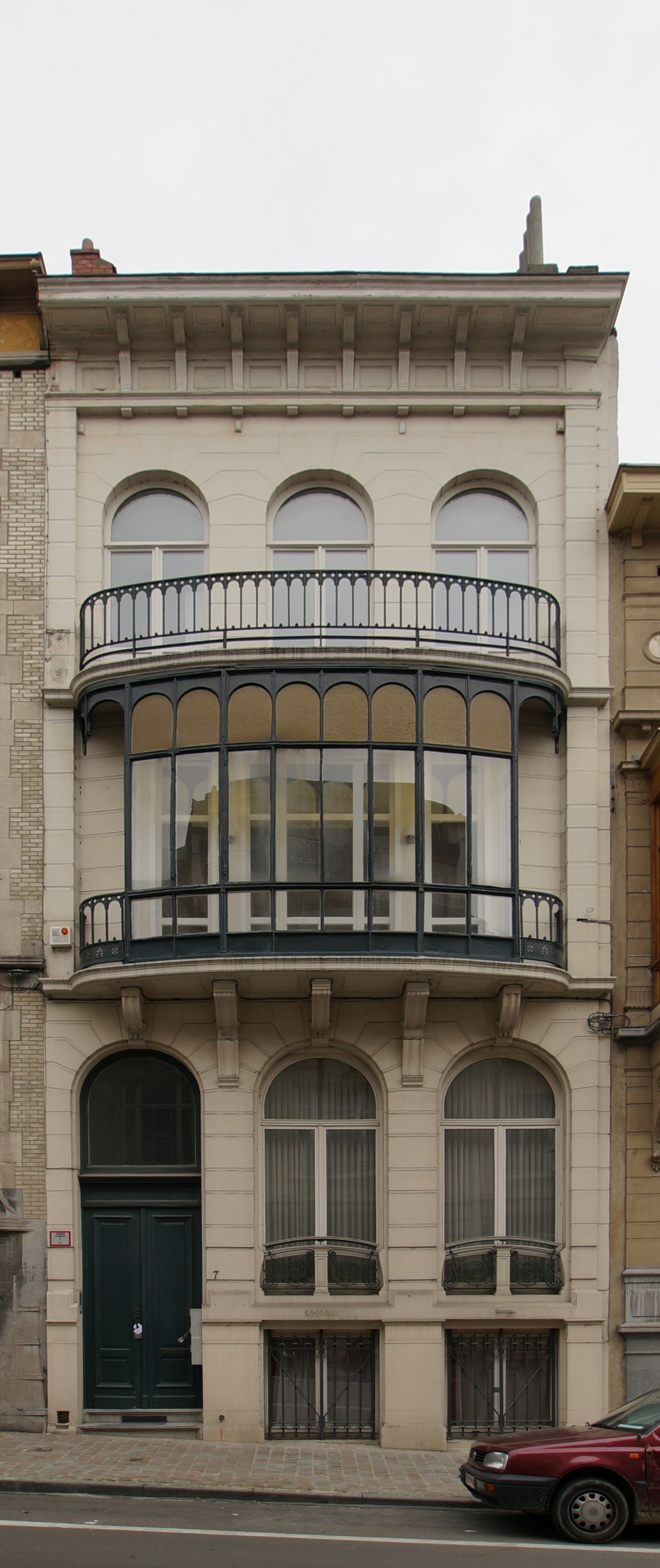
Eigen woning van Franz Tilley te Elsene, Vilain XIIII-straat 7, in 1902 door hem ontworpen.
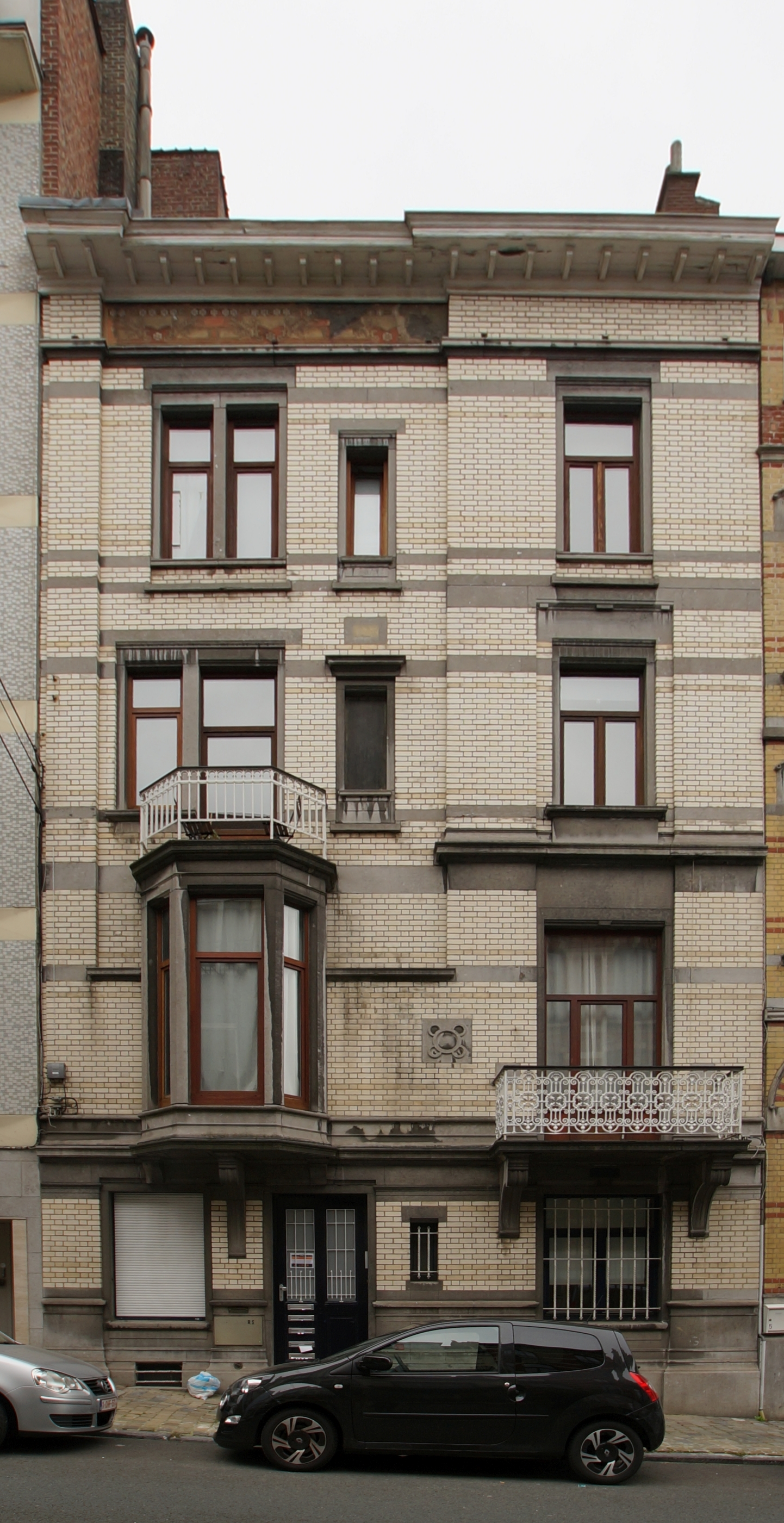
Elsene, Vilain XIIII-straat 27. Eclectisme (1903).
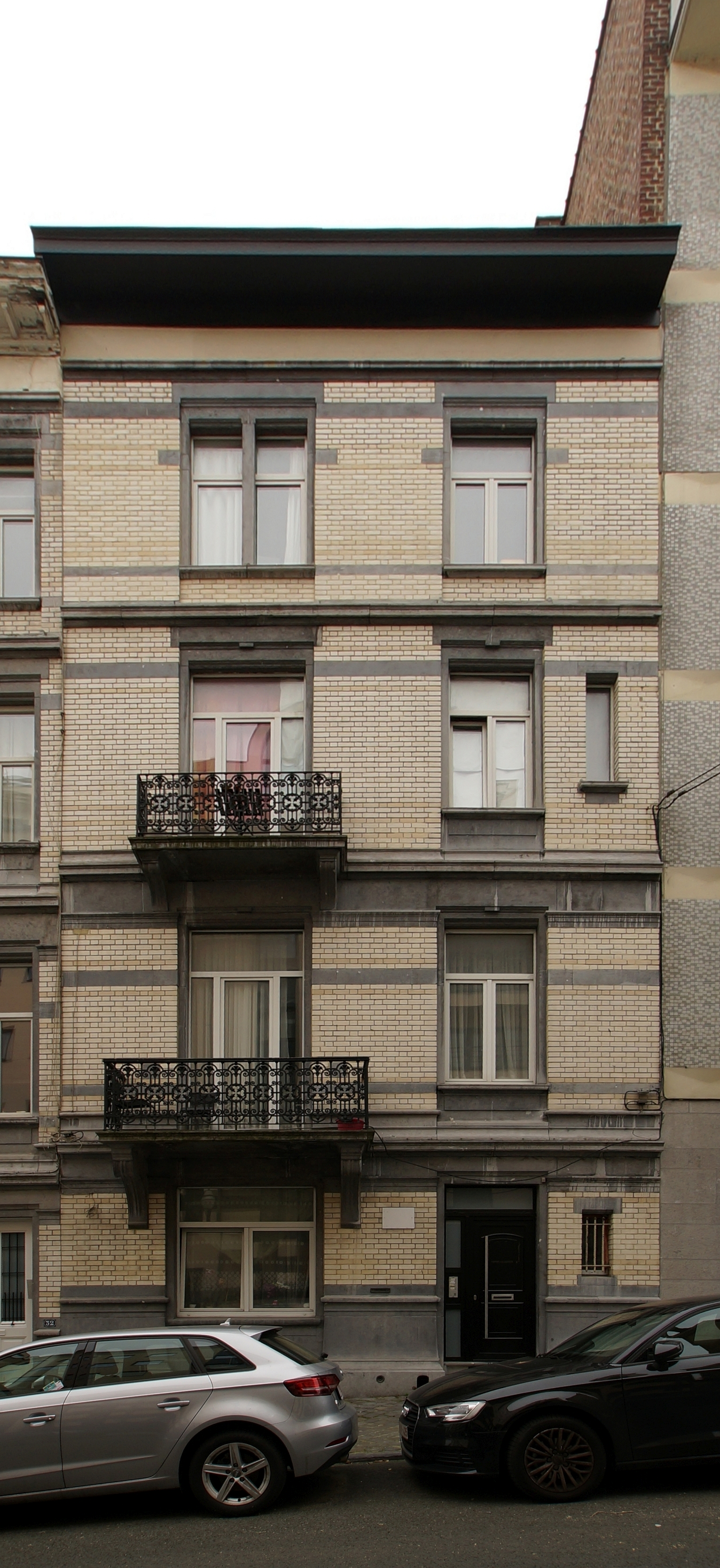
Elsene, Meerstraat 34. Eclectisme (1903).
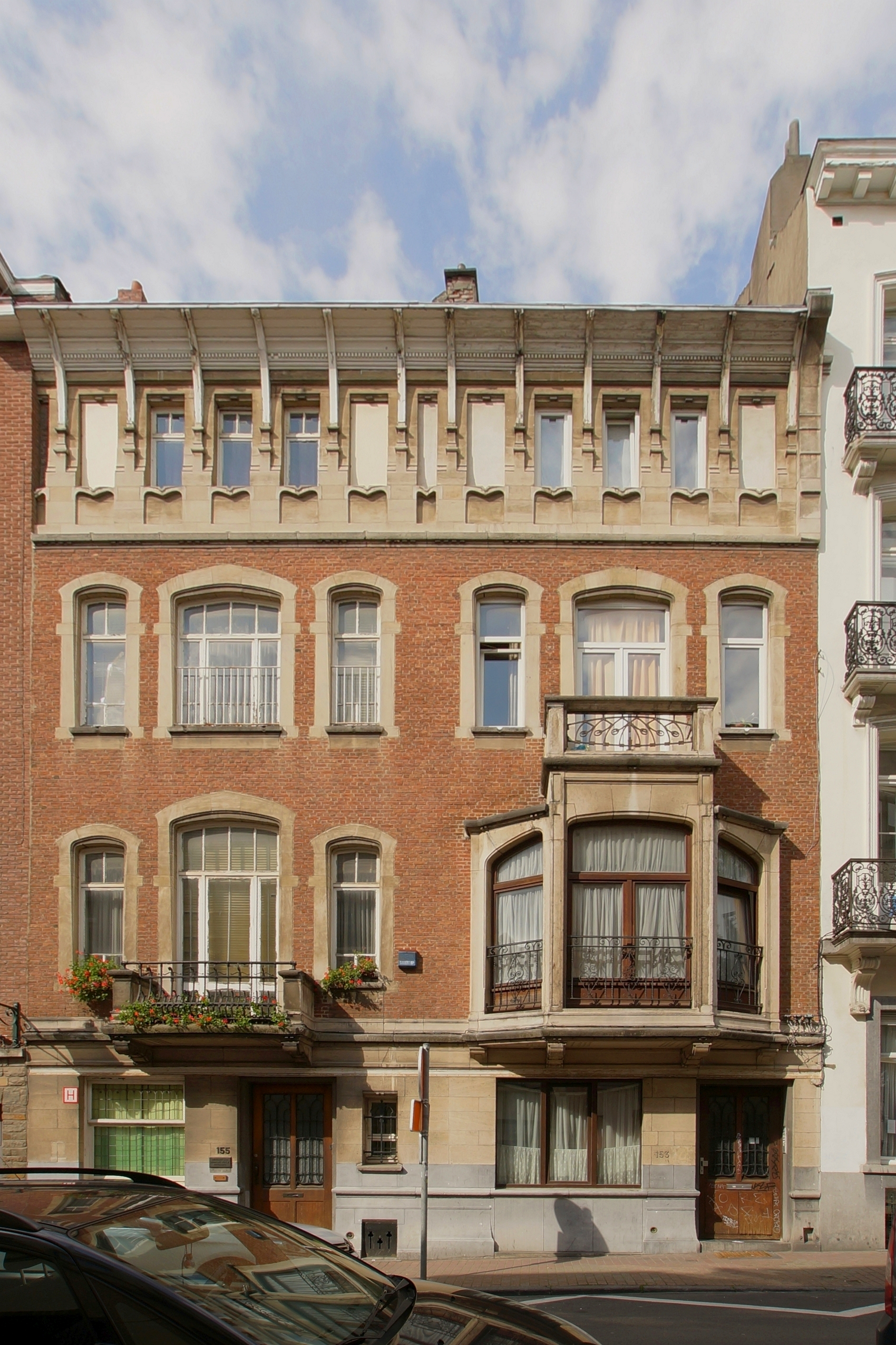
Sint-Gillis, Jourdanstraat 155 & 153. Eclectisme met Art nouveau (1903).